# Vandana Shiva

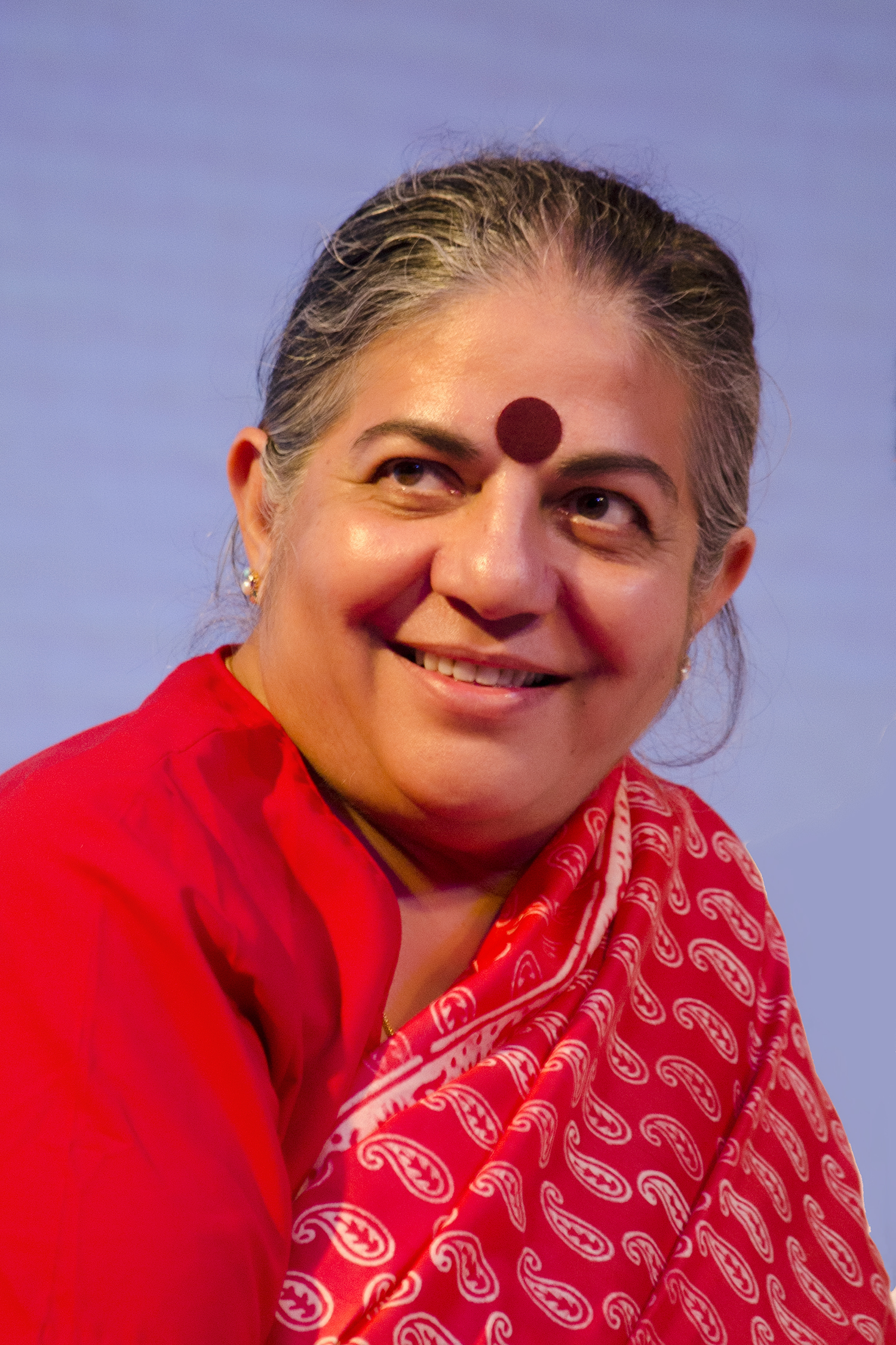
Vandana Shiva w 2014

Vandana Shiva (ur. 5 listopada 1952 w Dehradun, Uttarakhand, w Indiach) – indyjska filozofka, ekofeministka, działaczka na rzecz środowiska i publicystka. W latach 70. działaczka ruchu Chipko, aktualnie jedna z najważniejszych postaci w ruchu alterglobalistycznym. Obecnie mieszkająca w Nowym Delhi.
W 1993 roku Shiva otrzymała nagrodę Right Livelihood Award (znaną jako Alternatywna Nagroda Nobla), za „umieszczenie kobiet i ekologii w centrum współczesnej problematyki rozwoju”.

## Publikacje
- 1981, Social Economic and Ecological Impact of Social Forestry in Kolar, Vandana Shiva, H.C. Sharatchandra, J. Banyopadhyay, Indian Institute Of Management, Bangalore
- 1988, Staying Alive: Women, Ecology and Survival in India, Zed Press, New Delhi, ISBN 0-86232-823-3
- 1991, Ecology and the Politics of Survival: Conflicts Over Natural Resources in India, Sage Publications, Thousand Oaks, California, ISBN 0-8039-9672-1
- 1992, The Violence of the Green Revolution: Ecological degradation and political conflict in Punjab, Zed Press, New Delhi
- 1992, Biodiversity: Social and Ecological Perspectives (wydawca); Zed Press, United Kingdom
- 1993, Women, Ecology and Health: Rebuilding Connections (wydawca), Dag Hammarskjöld Foundation and Kali for Women, New Delhi
- 1993, Monocultures of the Mind: Biodiversity, Biotechnology and Agriculture, Zed Press, New Delhi
- 1993, Ecofeminism, Maria Mies and Vandana Shiva, Fernwood Publications, Halifax, Nova Scotia, Canada, ISBN 1-895686-28-8
- 1994, Close to Home: Women Reconnect Ecology, Health and Development Worldwide, Earthscan, London, ISBN 0-86571-264-6
- 1995, Biopolitics (with Ingunn Moser), Zed Books, United Kingdom
- 1997, Biopiracy: the Plunder of Nature and Knowledge, South End Press, Cambridge Massachusetts, I ISBN 1-896357-11-3
- 1999, Stolen Harvest: The Hijacking of the Global Food Supply, South End Press, Cambridge Massachusetts, ISBN 0-89608-608-9
- 2000, Tomorrow's Biodiversity, Thames and Hudson, London, ISBN 0-500-28239-0
- 2001, Patents, Myths and Reality, Penguin India
- 2001, Water Wars, South End Press, Boston
- 2002, Vedic Ecology: Practical Wisdom for Surviving the 21st Century, Mandala Publishing Group, Novato, California, ISBN 1-886069-65-4
- 2002, Water Wars; Privatization, Pollution, and Profit, South End Press, Cambridge Massachusetts
- 2005, Globalization's New Wars: Seed, Water and Life Forms Women Unlimited, New Delhi, ISBN 81-88965-17-0
- 2005, Breakfast of Biodiversity: the Political Ecology of Rain Forest Destruction, ISBN 0-935028-96-X
- 2005, Earth Democracy; Justice, Sustainability, and Peace, South End Press, ISBN 0-89608-745-X
- 2008, Soil Not Oil. Climate Change, Peak Oil and Food Insecurity, Zed Books, London, ISBN 978-1-84813-315-0

## Krytyki
- Shiva the destroyer? (ang.)
- Krytyka opinii Vandany Shivy sformułowana przez ekologa Davida Wooda. cgfi.org. [zarchiwizowane z tego adresu (2007-07-01)]. (ang.)

## Literatura przedmiotu
- Boginie, prządki, wiedźmy i tancerki. Wizerunki kobiety w kulturze Indii. Marzenna Jakubczak (red.). Wyd. 1. Kraków: Towarzystwo Autorów i Wydawców Prac Naukowych UNIVERSITAS, 2005, s. 141–168. ISBN 83-242-0485-7.